# Italochrysa nossibensis
Italochrysa nossibensis is een insect uit de familie van de gaasvliegen (Chrysopidae), die tot de orde netvleugeligen (Neuroptera) behoort. 
Italochrysa nossibensis is voor het eerst wetenschappelijk beschreven door Navás in 1928.